# Oiceaca carenata
Oiceaca carenata là một loài bọ cánh cứng trong họ Cerambycidae.